# Moderní galerie Království českého

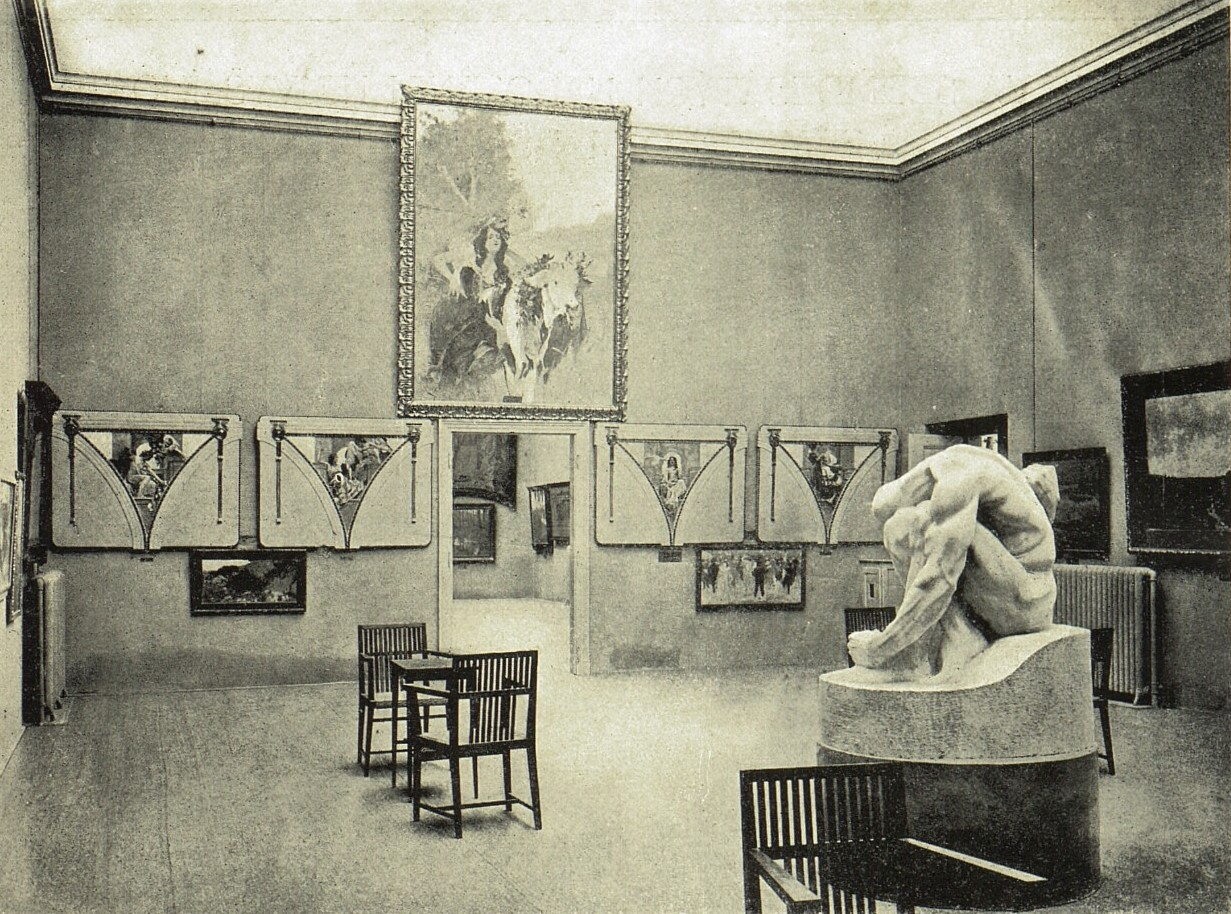
Moderní galerie Království českého (snímek Český svět, 1905)

Moderní galerie Království českého či jen Moderní galerie byla česká veřejná sbírka umění 19. a 20. století v letech 1902–1942 s expozicí na pražském Výstavišti. Její sbírky moderního umění byly sloučeny se sbírkami staršího umění bývalé Obrazárny Společnosti vlasteneckých přátel umění do jedné státní galerie, která se od roku 1949 oficiálně nazývá Národní galerie v Praze.

## Vznik Moderní galerie
Moderní galerie Království českého vznikla roku 1902 jako druhá veřejná galerijní instituce v Čechách. Na rozdíl od Obrazárny Společnosti vlasteneckých přátel umění, která byla založena roku 1796 na základě soukromé iniciativy především osvícených šlechticů - milovníků umění, Moderní galerie vznikla z podnětu panovníka.
Byla založena osobním listem císaře Františka Josefa I. z 13. 4. 1901 a zakládací listinou z 6. srpna 1902. Podle svého statutu měla „...poskytovati výtvarným umělcům obou národův obývajících v témž království příležitosti, aby mohutné schopnosti své rozvinovali v klidném zápase...“ Moderní galerie byla ustavena pro malířství, sochařství i grafiku a měla zůstat v nezcizitelném vlastnictví království českého. Pro zřízení nadace věnoval císař 2 000 000 korun.

### Osobnosti Moderní galerie
Kuratorium
Kuratorium mělo 6-8 členů, schvalovalo výdaje, návrhy výtvarných děl, byli v něm zastoupeni politici, čelní výtvarní umělci a výtvarní pedagogové, a historikové umění.
- Prvním předsedou kuratoria byl hrabě Jan Harrach.[2]
- Druhým předsedou byl do roku 1922 Eugen Černín.
- JUDr. Karel Kramář byl předsedou českého odboru Kuratoria od jeho vzniku (23.11.1901) až do své smrti. Od roku 1923 byl také předsedou celého kuratoria.[3]
- V meziválečných letech byl dr. Vincenc Kramář jedním z předsedů českého oddělení Moderní galerie.[4]
- Historikové umění Václav Vilém Štech, Vojtěch Volavka a Antonín Matějček byli členy českého oddělení kuratoria ve 20.-30. letech.
- Malíři  Max Švabinský, Vincenc Beneš a F. T. Šimon byli členy kuratoria kolem roku 1934.
- Historik a publicista Dr. František Hoch byl členem českého oddělení kuratoria kolem roku 1934.

Realizace
- Architekt Jan Kotěra působil v Moderní galerii od doby jejího vzniku. Byl autorem první instalace na Výstavišti a řady projektů staveb definitivního umístění na Kampě a na Letné.[5]
- Architekt Josef Gočár byl též autorem návrhů na stavbu Moderní galerie na Kampě a na Letné[6]

### Sdružení přátel Moderní galerie
Sdružení přátel vzniklo roku 1933 a přetrvalo i po zrušení Moderní galerie a přičlenění k Českomoravské zemské galerii k 27. 10. 1942. Mezi zakládajícími členy byli Antonín Starý, František Čeřovský, Joe Hartmann nebo Ing. Václav Butta. V roce 1947 bylo Sdružení přeměněno ve Společnost přátel Národní galerie, po čase ve Společnost přátel sbírek a muzeí československých, která působila do roku 1951.

## Umělecké předměty v Moderní galerii
Již na první schůzce kuratoria Moderní galerie 4. 7. 1903 bylo rozhodnuto o nákupu prvních děl současných českých umělců - dvou maleb Antonína Slavíčka, Kamelie Maxe Švabinského a leptu Vojtěcha Preissiga.
Průběžně byla nakupována další díla, např. v květnu 1905 Pohádka Jana Preislera a díla Viktora Strettiho, Otakara Španiela a Františka Bílka. Zaměření nákupů bylo spíše konzervativní, zásluhou je vybudování kvalitní sbírky českého umění 19. století. Až ve dvacátých letech 20. století se akvizice orientovaly též na nákupy děl současných umělců jako Josef Čapek a Emil Filla.

## Umístění sbírek
Moderní galerie byla slavnostně otevřena 14. května 1905 v bývalém uměleckém Wiehlově pavilonu na pražském Výstavišti. Předsedou kuratoria, který slavnost zahájil, byl hrabě Jan Harrach. V těchto prostorách z roku 1891 setrvala i po vzniku První republiky, i když se opakovaně hovořilo o výstavbě nové budovy.
Nejblíže realizaci byl projekt budovy galerie na Kampě, v dnešních Sovových mlýnech, kde byl dokonce v roce 1927 položen základní kámen stavby. 
V pokročilém stadiu byla též příprava výstavby budovy Moderní galerie na Letné. Ještě v září 1939 informoval tisk o přípravných pracích. Galerie měla stát v západní části letenské pláně. Nepodařilo se dohledat informace o přerušení stavby, které nejspíše souviselo se začátkem 2. světové války. V roce 1940 již tisk informoval o umístění sochařské sbírky Moderní galerie v zámku Troja.

## Další vývoj
Od roku 1942 byla Moderní galerie sloučena s bývalou Obrazárnou Společnosti vlasteneckých přátel umění do Českomoravské státní galerie. Za války byl ředitelem galerie historik umění Josef Cibulka, jehož diplomatické schopnosti uchránily většinu sbírek před rozkradením. Dokonce se mu povedlo dočasně sbírky rozmnožit, protože některé instituce zde svá cenná díla deponovaly. Do sbírek se dostala také díla konfiskovaná nacisty ze soukromých svírek, jako např. soubor holandské malby Vlastislava Zátky. Roku 1945 došlo k přejmenování na Národní galerii.

## Zajímavost
V letech 1906-1919 byl sekretářem kuratoria Moderní galerie dr. Emil Hácha, druhorepublikový a protektorátní president. (V pozdějších letech byl členem kuratoria Moderní galerie).